# تاریخ ریاضیات

گاه‌شمار تاریخ ریاضیات

تاریخ ریاضیات حوزه‌ای از مطالعات است که در درجه اول به منشأ اکتشافات در ریاضی و در درجه‌های پایین‌تر به تحقیق و تفحص بر روی روش‌های ریاضی و یادداشت‌های ثبت شده پیشین می‌پردازد. پیش از عصر مدرن و گسترش جهانی اطلاعات، توسعه نمونه‌های مکتوب ریاضی تنها در چند حوزهٔ خاص بوده‌است.
قدیمی‌ترین متن‌های ریاضی در دسترس: پلیمپتن ۳۲۲ (ریاضیات بابلی ۱۹۰۰ سال پیش از میلاد)، پاپیروس ریاضی ریند (ریاضیات مصری ۱۸۰۰–۲۰۰۰ پیش از میلاد) و پاپیروس مسکو (ریاضیات مصری ۱۸۹۰ پیش از میلاد) می‌باشند.
همگی این متن‌ها قضیه فیثاغورس را مورد توجه قرار می‌دهند. به نظر می‌رسد که این قضیهٔ معروف، قدیمی و گسترده‌ترین پیشرفت ریاضی پس از حساب و هندسه پایه‌است.
تحصیل ریاضی به عنوان نمایش مدل‌کنندهٔ انضباط (میان اشیاء) در سده ۶ پیش از میلاد با فیثاغوریان آغاز شد که اصطلاح «علم ریاضی» (mathematic) را از یونان باستان (μάθημα (mathema به معنی «موضوع مطالعه دستورالعمل» ابداع کردند.
ریاضی‌دانان یونانی روش‌ها را به خوبی تصفیه کردند (به‌ویژه از راه دستورالعمل استدلال استقرایی و در اثبات‌ها از اثبات‌گرایی منطقی) و موضوعات ریاضی را گسترش دادند.
ریاضی‌دانان چینی هم همکاری اولیه‌ای شامل «سیستم مکانی زمانی» داشته‌اند.
عددنویسی هندی-عربی و قوانینی برای استفاده از عملگرهای آن که امروزه در سرتاسر دنیا استفاده می‌شود احتمالاً در هزاره نخست پس از میلاد در هند تکامل یافته و از راه ریاضیات اسلامی و کارهای محمد بن موسی خوارزمی به غرب منتقل شده‌است.
ریاضیات اسلامی به سهم خود ریاضی‌ای که در این تمدن‌ها شناخته می‌شود را پیشرفت و گسترش داده‌است. بسیاری از متن‌های عربی و یونانی در ریاضیات بعدها به لاتین ترجمه شده‌اند که منتهی به رشد ریاضی در قرون وسطی اروپا شده‌است.

## پیش از تاریخ
مطالعات اخیر شناخت حیوان، نشان داده‌است که این مفاهیم مختص انسان نمی‌باشد. چنین مفاهیمی بخشی از زندگی روزمره را در جوامع کاوشگر تشکیل داده‌اند.
ایده تعداد به تدریج در حال تحول است و به وسیلهٔ زبان‌هایی که تمایز میان ۱ و ۲ و خیلی و اما نه عددهای بزرگ‌تر از ۲ را حفظ می‌کنند، پشتیبانی شده‌است. اشیاء ماقبل تاریخی که با قدمت تقریبی ۲۰۰۰۰ سال در آفریقا کشف شده‌است، از تلاش‌های بدوی برای تعیین زمان نشان داده‌است. استخوان ایشنگو در نزدیکی سرچشمه رود نیل (شمال شرقی کنگو امروزی) کشف شده، ممکن است قدمتی بیش از ۲۰۰۰۰ سال داشته باشند که شمال یک سری علائم ریاضی (چوب خط) تراشیده شده در ۳ ستون در طول استخوان‌های می‌باشند. تفسیرهای رایج از تحلیل استخوان هاس ایشانگو، خبر از نخستین شمارش اعداد یا یک تقویم شش‌ماهه قمری می‌دهند. پیتر رودمن باور دارد که رشد مفهوم اولیه اعداد نشان می‌دهد که مفهوم تقسیم به بیش از ده هزار سال پیش از میلاد مسیح بر می‌گردد. او همچنین می‌نویسد که هیچ تلاشی در راستای تشریح این‌که چرا چوب خط حساب در عددهای میان ۱۰ تا ۲۰ و همین‌طور مضاربی از ۱۰، باید مضربی از عدد ۲ باشد، نشده‌است.
استخوان‌های ایشانگو با توجه به تحفیفات الکساندر مارشاک، تحت تأثیر توسعه ریاضیات در مصر باستان بوده‌اند. شبیه برخی از نوشته‌های بر روی استخوان‌های ایشانگو، علم حساب مصر باستان از استفاده از مضارب عدد ۲ ساخته شده‌است که به هرحال این قضیه مورد بحث می‌باشد.
مصریان باستان از ۵۰۰۰ سال پیش از میلاد مسیح، طرح‌های هندسی را به نمایش گذاشته‌اند. چنین بیان شده‌است که کوه‌های انگلستان و اسکاتلند قدمتی برابر سه میلیون سال پیش از میلاد دارند که در آن‌ها ترکیب‌های هندسی نظیر دایره، بیضی و مثلث فیثاغورث نمایان می‌باشد.

## ریاضیات بابلیان
|                                                                          |  |  |
| لوح‌های رسی YBC 7289 و پلیمپتن ۳۲۲، جزو آثار باقی‌مانده از ریاضیات بابلیان |  |  |

ریاضیات بابلیان که به آن ریاضیات آشوری-بابلی هم می‌گویند، ریاضیاتی است که در میان مردمان میان‌رودان از روزهای نخست فرمانروایی سومریان تا سرنگونی بابل در ۵۳۹ پیش از میلاد کاربرد داشته و گسترش یافته‌است. نوشته‌های ریاضیاتی بابلیان فراوان است و به خوبی ویرایش شده‌است. ریاضیات بابلیان را از دیدگاه زمانی می‌توان به دو بخش تقسیم کرد، یکم دورهٔ بابلیان باستان (از ۱۸۳۰ تا ۱۵۳۱ پیش از میلاد) و دوم بیشتر مربوط به دورهٔ سلوکیان در حدود سه تا چهار سده پیش از میلاد. از دیدگاه محتوا، تفاوت آشکاری میان دو دوره دیده نمی‌شود از این رو می‌توان گفت ریاضیات بابلیان در نزدیک به دو هزار سال وضعیت ثابتی داشته‌است.
داده‌های ما پیرامون دانش ریاضیاتی بابلیان از نزدیک به ۴۰۰ لوح رسی که از زیر خاک بیرون کشیده شده، به‌دست آمده‌است. این لوح‌ها به خط میخی‌اند، هنگامی که گِل هنوز خیس بوده بر روی آن نوشته شده و سپس زیر نور خورشید یا در یک کوره خشک شده‌است. مباحث ارائه شده در این گِل‌نوشته‌ها عبارتند از: کسر، جبر، معادلهٔ درجه دو و سه و قضیهٔ فیثاغورسث است. در یکی از این گِل‌نوشته‌ها هم تقریبی برای {\displaystyle {\sqrt {2}}} ارائه شده‌است که تا سه رقم در مبنای ۶۰ دقیق بوده‌است (برابر با ۷ رقم در مبنای ده).

دستگاه اعداد پایه ۶۰ در ریاضیات بابلیان

ریاضیات بابل عبارت است از مجموعه‌ای از اعداد و تلاش‌های ریاضیاتی پیشرفته‌تر در خاور نزدیک باستان که به خط میخینوشته شده‌است. از آنجایی که داده‌های مربوط به دوره بابلیان باستان (دوره نخست ریاضیات بابل) در آغاز هزاره دوم پیش از میلاد فراوان‌تر است، بیشتر پژوهش‌های پیشینه‌شناسی بر روی این دوران تمرکز داشته‌است. با این حال بر روی ریشه‌های اصلی ریاضیات بابل بحث است، برخی باستان شناسان بر این باورند که آغاز ریاضیات بابل به هزاره‌های پنجم و سوم پیش از میلاد بازمی‌گردد چون ابزارهای گِلی با کاربرد شمارش و گِل مُهرک‌هایی به قدمت ۵۰۰۰ سال پیش از میلاد پیدا شده‌است.
ریاضیات بابلی در درجه نخست به خط میخی و به زبان‌های اکدی و سومری نوشته شده بود. دستگاه اعداد بابلی در پایه ۶۰ بود.
سومریان باستان میان‌رودان از ۳۰۰۰ سال پیش از میلاد یک سامانهٔ پیچیدهٔ مترولوژی را ارائه کردند. از ۲۶۰۰ سال پیش از میلاد به این سو گِل‌نوشته‌هایی از مسائل مربوط به ضرب، تقسیم و هندسه از خود به جای گذاشتند. همچنین می‌توان گفت برخی از نشانه‌های مربوط به دانش ریاضی بابلیان به این دوره بازمی‌گردد.

## ریاضیات مصر باستان
|                                                                  |  |  |
| پاپیروس‌های ریند و مسکو، جزو آثار باقی‌مانده از ریاضیات مصر باستان |  |  |

ریاضیات مصر باستان به ریاضیات نوشته شده در زبان مصر اشاره دارد. از آنجایی که در دوره هلنی، یونانی مصر به عنوان زبان نوشتاری استفاده شده‌است، پژوهش‌های آن‌ها نیز به زبان مصری جایگزین شده‌است.
مطالعه ریاضی در مصر بعد در امپراتوری عرب به عنوان بخشی از ریاضیات اسلامی ادامه دارد، از آن زمان به بعد زبان عربی زبان نوشتاری پژوهشگران مصری استفاده شده‌است.
جامع‌ترین متن ریاضی مصر پاپیروس ریند (برخی اوقات نیز به احمس پاپیروس پس از نویسنده آن نامیده می‌شود) به تاریخ به C است. همچنین ۱۶۵۰ سال پیش از میلاد، احتمال این‌که یک کپی از یک سند قدیمی‌تر از پادشاهی میانه در حدود ۱۸۰۰ تا ۲۰۰۰ سال پیش از میلاد، وجود داشته باشد، زیاد است. این سند مرجع بزرگی برای دانش‌آموزان در علم حساب و هندسه می‌باشد. در آن علاوه بر ارائه فرمول‌ها و روش‌های محاسبه مساحت به روش‌های ضرب، تقسیم و کار با کسر واحد، اشاره شده‌است و همچنین شامل سایر شواهد دانش ریاضی، از جمله روش ترکیبی و اعداد اول، حساب، میانگین هندسی و هارمونیک. و فهم ساده از هر دو غربال اراتوستن و نظریه اعداد کامل می‌باشد، همچنین چگونگی حل مرتبه اول معادلات خطی همچنین حساب و سری هندسی را نشان می‌دهد.
دیگر متن ریاضی قابل توجه مصری، یکی دیگر از پاپیروس مسکو از دوره پادشاهی میانه، به تاریخ به C می‌باشد که به سال ۱۸۹۰ پیش از میلاد مسیح بر می‌گردد. این متن از آنچه امروز به مشکلات واژه یا مشکلات داستان، که ظاهراً به عنوان سرگرمی در نظر گرفته شده‌است، نام تشکیل شده‌است. یکی از مشکلاتی که در آن نظر گرفته می‌شود و از اهمیت ویژه‌ای برخوردار است، یک روش برای پیدا کردن حجم مخروط ناقص (هرم ناقص) می‌باشد.
سرانجام، پاپیروس برلین ۶۶۱۹ (ج. ۱۸۰۰ پیش از میلاد) نشان می‌دهد که مصریان باستان می‌تواند یک معادله جبری مرتبه دوم را حل کند.

### مسئله‌ای از پاپیروس ریند
۱۰۰ قرص نان را میان ۵ نفر چنان تقسیم کنید که سهم‌های دریافت شده، یک دنباله حسابی تشکیل دهند و یک سوم مجموع سه سهم بزرگ‌تر مساوی با مجموع دو سهم کوچک‌تر باشد.
پاسخ:۱۰،۱۵،۲۰،۲۵،۳۰

## ریاضیات یونانی
ریاضیات یونانی به ریاضیات در زبان یونانی از زمان تالس (۶۰۰ پیش از میلاد) و به بسته شدن آکادمی آتن در ۵۲۹ م اشاره دارد. ریاضی‌دانان یونانی در شهرهایی به گستره بیش از کل مدیترانه شرقی، از ایتالیا تا شمال آفریقا، اما با فرهنگ و زبان متحد، زندگی می‌کردند. ریاضیات یونانی همان دوره پس از اسکندر کبیر که گاهی اوقات ریاضیات یونانی نامیده می‌شود؛ می‌باشند.

ریاضیات یونانی بسیار پیچیده‌تر از ریاضیات مورد استفاده توسط فرهنگ قبل آغاز شده بود، می‌باشد. تمام مساتندات از ریاضیات پیش یونانی، نشان دادن استفاده از استدلال قیاسی با مشاهدات مورد استفاده برای ایجاد قوانین کلی می‌باشد. ریاضی‌دانان یونانی، در مقابل استفاده استدلال استقرایی یا قیاسی، از منطق برای استنتاج نتایج از تعاریف و اصول موضوعه استفاده می‌کردند.

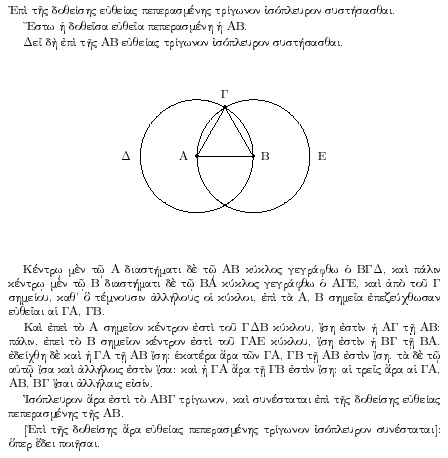
اثباتی از کتاب اصول اقلیدس (حدود ۳۰۰ پیش از میلاد)، این کتاب را به طور گسترده به عنوان مؤثرترین کتاب درسی تمام زمان‌ها بر می‌شمرند.

تالس یکی ریاضی‌دانانی است که برای نخستین بار به وسیله استدلال منطقی و بدون استفاده از شهود، چند قضیه مهم هندسه را ثابت کرد. فیثاغورس (یا به عبارت درست‌تر فیثاغورسیان که پیروان و شاگردان او بودند) نیز سهم بسزایی در تکامل ریاضیات برهانی داشت. خلاصه‌ای از کارهای فیثاغورسیان را مرور می‌کنیم: این گروه نخستین گام‌ها را در رشد نظریه اعداد برداشتند، مانند معرفی اعداد متحابه، تام، ناقص و زاید و نیز معرفی اعداد مصور مثلثی، مربعی، مخمسی (مراجعه کنید به صفحه ۷۲ تا ۷۴ جلد اول کتاب تاریخ ریاضیات هاوارد د. ایوز). (ب) نخستین برهان منطقی و درست از قضیه فیثاغورس که بابلیان قدیم بدون برهان از آن استفاده می‌کردند. (ج) کشف عدد گنگ که یکی از حوادث مهم تاریخ ریاضیات است. (د) ابداع جبر هندسی برای بیان اتحادهای جبری در قالب اصطلاحات هندسی. برای توضیح بیشتر، اتحاد را به این وسیله با شکل زیر «ثابت» می‌کنیم:(ه) حل هندسی معادلات درجه دوم. برای نمونه با فرض این‌که a و b دو عدد مثبت باشند، طول x را چنان به دست می‌آوریم که x جواب معادله باشد. این کار را در شکل زیر انجام داده‌ایم. (با این کار می‌توان برای هر عدد طبیعی n، را رسم کرد. کافیست دایره‌ای به قطر n+1 رسم کنیم).
و معرفی برخی از اجسام پنج‌گانه افلاطونی یا اجسام منتظم پنج‌گانه (یک چندوجهی را منتظم گوییم اگر وجه‌های آن چندضلعی‌های منتظم مساوی باشند و کنج‌های آن نیز همگی برابر)(ز) بسط روش اصل موضوعی که اثبات یک ادعاست به وسیله سلسله استنتاج‌های دقیق از چند فرض آغازین که کاملاً مشخص هستند.
۳. افلاطون و شاگردان او: تقریباً تمام کارهای مهم ریاضی سده چهارم پیش از میلاد به وسیله شاگردان افلاطون انجام شده‌است و آن‌ها حلقه ارتباط میان فیثاغورسیان و ریاضی‌دانان مکتب اسکندریه بودند. نظر افلاطون دربارهٔ ریاضیات این بود که این علم عالی‌ترین زمینه را برای تعلیم ذهن فراهم می‌سازد و اداره‌کنندگان جامعه باید ریاضی بدانند. معروف است که افلاطون بر سر در آکادمی خود نوشته بود: «هر کس هندسه نمی‌داند وارد نشود.» کارهایی که معاصران افلاطون انجام دادند:
الف) کشف مقاطع مخروطی (مقاطع مخروطی معمولاً شامل دایره، سهمی، هذلولوی و بیضی می‌شود) (ب) تضعیف مکعب (چگونگی ترسیم ضلعی از یک مکعب -فقط با خط‌کش و پرگار- که حجم آن مکعب دو برابر حجم مکعبی مفروض است)(ج) تثلیث زاویه (چگونگی تقسیم یک زاویه دلخواه به سه قسمت مساوی-فقط با خط‌کش و پرگار)(د) تربیع دایره (چگونگی ساختن مربعی که دارای مساحتی برابر با مساحت دایره مفروضی باشد -فقط با خط‌کش و پرگار) توضیح: توجه کنید که می‌توان ثابت کرد هیچ‌کدام از کارهای بالا -یعنی تضعیف مکعب، تثلیث زاویه و تربیع دایره را نمی‌توان فقط به وسیله خط‌کش و پرگار انجام داد که داستان مفصل و جالبی برای خود دارد. همچنین توجه کنید که تربیع دایره پیوند نزدیکی با محاسبه عدد پی دارد (در صفحه ۱۱۶ جلد اول کتاب تاریخ ریاضیات هاوارد د. ایوز، می‌توانید تاریخچه زیبایی از عدد پی را مشاهده فرمایید که شامل ۳۸ مدخل است از کارهای یونانیان، مسلمین، اروپاییان و ریاضی‌دانان عصر جدید دربارهٔ این عدد). اقلیدس: او استاد ریاضیات دانشگاه اسکندریه بود و احتمالاً در آتن یونان درس خوانده‌است. اقلیدس در دوران خود، به فروتنی و توجهش به دیگران معروف بود. بد نیست بدانیم که اسکندریه در آن زمان در حدود پانصد هزار نفر جمعیت داشت و دانشگاه آن بسیار بزرگ و مجهز به سالن‌های سخنرانی، آزمایشگاه، خوابگاه و کتابخانه بود و در این کتابخانه نزدیک به ششصد هزار طومار پاپیروس وجود داشت و حدود هزار سال پابرجا ماند.
- اقلیدس نزدیک به ۱۰ کتاب تألیف کرده‌است که مهم‌ترین اثر او کتاب اصول اوست که شاید یکی از مهم‌ترین کتاب‌های تمام تاریخ بشر باشد. لازم است بدانیم که این اثر به وسیله مسلمین به دست اروپاییان رسید و اروپاییان اصول اقلیدس را از عربی به لاتین ترجمه کردند. این کتاب شامل ۱۳ مقاله و حاوی ۴۶۵ قضیه دربارهٔ هندسه مسطحه، هندسه فضایی، نظریه اعداد و جبر مقدماتی هندسی است. قضایای معروف این کتاب: آلگوریتم اقلیدسی (برای تشخیص متباین بودن دو عدد)، قضیه اصلی حساب و اثبات این که تعداد اعداد اول بی‌شمار است. احتمالاً این کتاب تدوینی منظم و زیبا از آثار ریاضی‌دانان پیش از اقلیدس به همراه کارهای خود اقلیدس است و شاید قصد او از تألیف این کتاب این بوده‌است که یک کتاب درسی مقدماتی در ریاضی عمومی بنویسد. البته اقلیدس در ریاضیات عالی نیز کتاب‌های درسی تألیف کرده‌است. به نظر می‌رسد که مهم‌ترین کار او در این کتاب آن باشد که سعی کرده‌است همه ۴۶۵ قضیه را تنها بر اساس ۱۰ اصل موضوع اثبات کند. ارشمیدس: اروپاییان معمولاً «ارشمیدس»، «نیوتن» و «گاوس» را بزرگ‌ترین ریاضی‌دانان همه اعصار می‌دانند. اگر این مطلب درست هم نباشد، ظاهراً می‌توان گفت ارشمیدس بزرگ‌ترین ریاضی‌دان عهد باستان بود. حدوداً در سال ۲۸۷ پیش از میلاد زاده شد و به احتمال قوی مقداری از عمر خود را در دانشگاه اسکندریه گذراند. دربارهٔ زندگانی ارشمیدس مطالب جالبی نقل شده‌است: دفاع از سیراکوز (شهر ارشمیدس) در مقابل سپاه روم و شکست رومیان تنها به وسیله اهرم‌ها و جرثقیل‌ها و نیز تمرکز ذهنی بسیار قوی به‌طوری‌که هنگام حل مسئله از اطراف خود کاملاً بی‌خبر می‌شد و همین بی‌خبری بالاخره باعث مرگ او شد. ارشمیدس سه کتاب دربارهٔ هندسه مسطحه، دو کتاب دربارهٔ هندسه سه بعدی، دو مقاله دربارهٔ نظریه اعداد، دو رساله (نامه) دربارهٔ ریاضیات کاربردی (در واقع فیزیک ریاضی) و یک رساله (نامه) تحت عنوان «روش» دارد که روش او را در کشف بسیاری از قضایا شرح می‌دهد. این رساله در سال ۱۹۰۶ میلادی کشف شد. مقاله‌های ارشمیدس شاهکارهایی از بیان ریاضی هستند و تا حد قابل توجهی به مقاله‌های امروزی شباهت دارند. او در بسط اولیه مفاهیم انتگرال برای محاسبه مساحت‌ها و حجم‌ها نقش اساسی دارد. او روش کلاسیک برای محاسبه «عدد پی» را کشف کرد. در این روش با ترسیم چندضلعی‌های محاطی و محیطی برای دایره واحد، به تقریب جالبی برای «عدد پی» می‌رسیم. ارشمیدس - به ادعای ابوریحان بیرونی - کاشف فرمول مشهور «هرون» برای مساحت مثلث برحسب سه ضلع آن است. او در رساله‌ای دربارهٔ مقدار تقریبی دانه‌های شنی که کره‌ای به مرکز زمین و به شعاع زمین تا خورشید را پر نماید، صحبت کرده‌است. در رساله دیگری سعی می‌کند که یک معادله هشت مجهولی با مقادیر صحیح را که به وسیله هفت معادله خطی به هم مربوط شده‌اند، حل کند و یکی از جواب‌های این معادله عددی است با بیش از «۲۰۶۵۰۰» رقم!
آپولونیوس: هندسه‌دان کبیر باستان و واضع رسمی مقاطع مخروطی که نام‌های یونانی بیضی، سهمی و هذلولوی به وسیله او به این شکل‌های هندسی داده شده‌است. دیوفانتوس: این ریاضی‌دان، دارای نبوغ عجیبی در نظریه جبری اعداد بود و مسائل ارائه شده توسط او در بسط جبر و نظریه اعداد اهمیت بسیاری دارند. پاپوس: شارح بزرگ آثار هندسه‌دانان یونانی که ما قسمت عمده دانش خود را از هندسه یونان باستان، به رساله بزرگ او مدیونیم.

## ریاضیات چین و هند
مختصری از تاریخ ریاضیات چین از حدود ۱۰۰۰ سال پیش از میلاد تا سده ۱۴ پس از میلاد:
- چینیان باستان با حساب دهدهی آشنایی داشتند و از آن در محاسبات علمی و روزمره استفاده می‌کردند.
- ابداع مربع‌های جادویی
- آن‌ها با قضیه فیثاغورث -بدون برهان- آشنایی کامل داشتند.
- آن‌ها «قضیه باقی‌مانده چینی» که قضیه مشهوری در جبر و دربارهٔ حل معادلات هم‌نهشتی خطی است، به جهان ریاضیات تقدیم کردند.
- در برخی از آثار آن‌ها، محاسبه درست «عدد پی» تا ۶ رقم اعشار دیده می‌شود.
- احتمالاً مثلث حسابی معروف «خیام-پاسکال»، نخستین بار به وسیله چینیان ارائه شده‌است.
مختصری از تاریخ ریاضیات هندی از حدود ۴۵۰ میلادی تا سده ۱۴ پس از میلاد:
- معرفی عمل ضرب به شیوه کنونی
- به دست آوردن مجموع تصاعدهای حسابی و هندسی
- آشنایی با اعداد منفی و گنگ
- حل کامل معادلات درجه ۲
- یافتن همه جواب‌های برخی از معادلات سیاله
- به دست آوردن فرمول هرون برای محاسبه مساحت مثلث و تعمیم آن به یک چهار ضلعی محاطی *رجوع شود به صفحه ۲۲۵ جلد اول کتاب تاریخ ریاضیات هاوارد د. ایوز.
- ساختن جداولی برای سینوس‌ها
- سه ریاضی‌دان معروف قدیم هند «برهمگوپته»، «مهاویره» و «بهاسکره» هستند که به ترتیب در سده‌های هفتم، نهم و دوازدهم میلادی می‌زیستند. ریاضی‌دان معروف قرون جدید هند، نابغه هندی «رامانوجان» است که در نظریه اعداد کارهای بزرگی انجام داد و حدوداً ۳۳ سال بیشتر عمر نکرد.
- سخن ابوریحان بیرونی: «ریاضیات هندی مخلوطی از صدف و خزف یا ممزوجی از درّ پُربها و سنگریزه بی‌بها است.» (این جمله به خوبی نشان‌دهنده تسلط ریاضی‌دانان مسلمان است بر ریاضیات زمان خود که می‌توانستند ریاضیات عالی را از مقدماتی شناسایی و دربارهٔ آن اظهار نظر کنند.)

## ریاضیات ایران
ریاضیات در ایران به دو دسته تقسیم می‌شود.
1. ریاضیات ایران دوره باستان

1. ریاضیات ایران دوره اسلام

### ریاضیات ایران باستان
در دنیای باستان، ریاضیات به صورت علم اعداد مفهومی نداشت اما در ساختمان‌های ویران شده، تاسیسات آبی، ابزارها و وسایل، نقش علم ریاضیات مجسم و قابل لمس است، برای نمونه در ساخت و بنای کاخ‌های عصر هخامنشی، راه شاهی، نقشه‌برداری و وسایلی مانند کشتی، ارابه‌های چرخ‌دار و... استفاده ایرانیان از قواعد ریاضی کاملا هویداست.
برخی از قواعد و روش‌های ریاضی مانند جداول جبری و معادلات جبری در شوش باستان، معمول بوده‌است، ابداع واحدهای اندازه‌گیری به همت ریاضی‌دانان ایرانی سبب شد مقیاس‌های اندازه‌گیری در مناطق وسیعی از دنیای آن روزگار یکنواخت شود، نشانه‌های برجای مانده از آن دوران معرف آگاهی قابل توجه ایرانیان در عرصه دانش هندسه است، ایرانیان در بسیاری از قواعد محاسبه سطح و حجم اجسام با استفاده از روابط جدید هندسی آگاهی داشته‌اند و بسیاری از دانشمندان یونانی از دانش ایرانیان، در توسعه آگاهی خود در زمینه علم هندسه بهره بردند، برای نمونه، فیثاغورث که از بانیان علم هندسه به شمار می‌رود با سفر به مشرق زمین و بهره‌گیری از معارف شرق کهن قضیه هندسی «فیثاغورث» را به نام خود ثبت کرد؛ در حالی که مدارک تاریخی به خوبی نشان می‌دهد که هندسه‌دانان شوش، از قضیه فیثاغورث آگاهی داشتند ولی نتوانسته بودند آن را به همگان عرضه کنند.

### ریاضیات ایران اسلامی
ریاضیات در جهان اسلام به شیوه رسمی و مدون با محمد بن موسی خوارزمی آغاز گردید. در آثار خوارزمی سنت‌های ریاضی در یونان، ایران و هند با هم ترکیب شده‌است. مهم‌ترین اثر خوارزمی، الجبر و المقابله است.
پس از خوارزمی، ابویوسف کندی به تکمیل جبر روی آورد. در عصر ترجمه، آثار آپولونیوس، نیکوماخوس و ارشمیدس به عربی ترجمه شد. ابوالوفا بوزجانی، نخستین شارح کتاب خوارزمی بود، که به تکمیل مبحث معادلات پرداخت. ابن‌سینا، از دیگر ریاضی‌دانان مسلمان بود؛ وی شرحی بر آثار دیوفانت نوشت. نصیرالدین طوسی، رئیس رصدخانه مراغه نیز کتاب‌هایی در زمینه ریاضی تألیف نمود. عمر خیام نیز تألیفات ریاضی مشتمل بر تحقیق در اصل موضوع اقلیدس و حساب و جبر دارد. غیاث‌الدین جمشید کاشانی، کاشف حقیقی کسر اعشاری بوده و اندازه صحیح عدد پی را به دست آورده بود؛ کتاب مفتاح‌الحساب وی به زبان عربی است. معروف‌ترین چهره ریاضی در سده دهم، بهاءالدین عاملی است. در نزد مسلمین، ریاضیات به علم عدد، هندسه و جبر تقسیم می‌شده‌است.
دانسته‌های این دوران رفته رفته راه خود را به ممالک غرب پیدا کردند و در شکل‌گیری رنسانس تأثیرات محسوسی گذاشتند. برای نمونه، لئوناردو فیبوناچی را مسئول معرفی شیوه عددنویسی هندو-عربی منتج این دوران، و جایگزین کردن سیستم عددنویسی رومی در اروپا با این شیوه دانسته‌اند یا در باب اعداد کسری، محمدبن حصار را مبدع خط کسری دانسته‌اند، که در اروپا Vinculum نام گرفت.
ریاضیات را در چشم‌انداز اسلامی همچون دروازه‌ای میان جهان محسوس و جهان معقول می‌شمارند. اگر اعداد و اشکال را به معنای فیثاغورسی آن در نظر بگیریم وسیله‌ای می‌شود که با آن کثرت از وحدت حکایت می‌کند و به همین دلیل مسلمانان همواره به ریاضیات تمایل داشته‌اند. تحصیل علوم ریاضی در اسلام تقریباً همان موادی را شامل بوده‌است که مراحل چهارگانه لاتینی را تشکیل می‌داده‌اند و بر آن معدودی موضوعات فرعی را نیز می‌افزوده‌اند و مواد اصلی آن حساب، هندسه، نجوم و موسیقی بوده‌است که اغلب فیلسوفان و دانشمندان مسلمان این ۴ اصل را می‌آموختند.
علم نجوم از این جهت در ریاضیات مهم بوده‌است که در مسایلی چون تقویم و گاه‌شماری کمک می‌کرده‌است همچنین برای تعیین اوقات نمازهای روزانه و جهت قبله اهمیت داشته‌است. سنت نجومی اصل از طریق کتاب المجسطی بطلمیوس از یونانیان به جهان اسلام رسید. ستاره‌شناسان مسلمان مکتب نجوم ریاضی بطلمیوسی را ادامه دادند به جز این مکتبی هندی بود که معتقدات آن دربارهٔ نجوم، حساب، جبر، مقابله و هندسه از کتب سانسکریت به نام سدهانت به عربی ترجمه شد و نتیجهٔ تأثیر اندیشه‌های هندی تکامل و انتظام یافتن علم جبر و مقابله بود. با آنکه مسلمانان با کتاب دیوفانتوس آشنایی داشتند اما شکی نیست که علم جبر ریشهٔ هندی داشته‌است و علمای اسلامی از ترکیب این ریشهٔ هندی با روش‌های یونانی علم جبر و مقابله را به وجود آورده‌اند. علم جبر را همراه با استعمال ارقام هندی می‌توان مهم‌ترین علمی دانست که مسلمانان بر مجموعهٔ ریاضیات قدیم افزوده‌اند. در جهان اسلام دو سنت ریاضی یونانی و هندی با یکدیگر تلاقی کردند و در ساختمان واحدی متحد شدند که در آن جبر و هندسه و حساب رشد کردند. تاریخ ریاضیات در اسلام با محمد بن موسی خوارزمی آغاز می‌شود که در آثار وی سنت‌های ریاضی یونانی و هندی با هم ترکیب شده‌اند. او چندین اثر از خود بر جای گذاشته‌است که کتاب المختصر فی حساب الجبر والمقابله مهم‌ترین آن‌ها بوده‌است. این کتاب چندین بار به نام لیبرالگوریسمی یعنی کتاب خوارزمی به لاتینی ترجمه شده‌است و کلمه انگلیسی الگوریسم به معنای حساب و محاسبه از آن گرفته شده‌است.
به دنبال خوارزمی می‌توان از کندی نخستین فیلسوف اسلامی نام برد که ریاضی‌دان شایسته‌ای نیز بوده و از شاگردان او می‌توان ماهانی که کار تکمیل جبر را ادامه داد نام برد. از دیگر ریاضی‌دانان می‌توان ابوالوفاء بوزجانی که شارح کتاب جبر خوارزمی است نام برد که معادلات درجه چهارم را حل کرده‌است ابن سینا را هم باید به عنوان یک ریاضی‌دان معرفی کرد و از کسانی که با او هم‌زمان بوده‌اند می‌توان بیرونی را نام برد که چند تألیف ریاضی و نجومی مهم از دورهٔ قرون وسطایی اسلام بر جای گذاشته‌است. در دورهٔ سلجوقیان چندین ریاضی‌دان بزرگ وجود داشته‌اند که بزرگ‌ترین آن‌ها خیام بود که با عده‌ای دیگر از ریاضی‌دانان به گاه‌شماری و اصلاح آن می‌پرداختند. پس از حملهٔ مغولان بار دیگر علوم ریاضی، جوانی را از سر گرفت و برجسته‌ترین چهرهٔ این دوره خواجه نصیرالدین طوسی است. پس از سده هفتم تحقیقات ریاضی رفته رفته کاهش یافتند. برای آوردن خلاصه‌ای از کارهایی که علمای مسلمان در ریاضیات کرده‌اند باید گفت که مسلمانان پیش از هر چیز نظریه اعداد را تکمیل کردند و به دنبال آن مفهوم عدد را گسترش دادند و همچنین روش‌های محاسبه عددی نیرومندی ارائه کردند. در رشته‌های عددی و کسرهای اعشاری و شاخه‌های مشابهی از ریاضیات وابسته به عدد کار کردند. علم جبر را گسترش دادند و به آن نظم و ترتیب بخشیدند. همچنین علم مثلثات نخستین بار توسط خواجه نصیرالدین طوسی در کتاب شکل القطاع او به حد کمال رسید.
در اصطلاحات ریاضی اروپا شواهد روشن از نفوذ علوم عرب هست. از جمله مهم‌ترین کلمات ریاضی که از عربی گرفته شده‌است لفظ زیرو (صفر) است. صفر در ریاضیات آن‌قدر مهم است که می‌توان گفت اگر صفر نبود می‌بایست ارقام را در ستون‌های جدا به آحاد، عشرات و… مرتب کنیم و نخستین کسی که ارقام از جمله صفر را رواج داد و ارقام را به دلیل ریشه هندی آن «ارقام هندی» نامید خوارزمی بود.
لئوناردو فیبوناتشی کتابی منتشر کرد که رواج ارقام عربی و آغاز ریاضیات اروپایی را در پی داشت.
کهن‌ترین کتابی که در مورد علم حساب در عالم اسلام نوشته شده‌است الجمع و التفریق بالحساب الهند است که توسط خوارزمی نوشته شده‌است و از طریق همین کتاب مسلمانان با شیوه عددنویسی هندی آشنا شدند. خوارزمی همچنین در پدیدآوردن دانش جبر نقش فراوانی داشت مسلمانان با کاربرد حروف به جای اعداد مهم‌ترین دستاورد علم جبر را نیز رقم زدند. طبقه‌بندی معادلات جبری یکی از مهم‌ترین گام‌های دانشمندان اسلامی برای منظم کردن علم جبر و تعبیر علم بخشیدن به آن است. همچنین نقش خیام در حل معادلات درجه سوم درخور توجه است. در عین حال ریاضی‌دانان اسلامی نخستین کسانی بودند که جبر را به علم هندسه وارد کردند و از طریق معادلات جبری به حل مسائل هندسی پرداختند.
مدتی پس از خوارزمی ابوالحسن احمد بن ابراهیم اقلیدسی، ریاضی‌دان دمشقی الاصل، کسرهای اعشاری را در کتاب خود دربارهٔ ریاضیات هندسی به نام الفصول فی الحساب الهندسی ابداع کرد. یکی دیگر از گام‌های مهم مسلمین در حوزه اعداد طرح اعداد منفی بود که برای نخستین بار در عالم اسلام توسط ابوالوفاء بوزجانی مطرح شد که برای نامیدن آن از واژهٔ «دِین» استفاده کرده‌است. در دیگر بخش‌های ریاضی از جمله مثلثات و هندسه دانشمندان اسلامی آثار گران‌بهایی از خود به یادگار گذاشته‌اند. در این بخش‌ها دانشمندان اسلامی افزون بر بسط روابط حاکم بر مثلثات یونانی خود به یافته‌های جدیدی نیز رسیدند یکی از این یافته‌ها در کتاب شکل القطاع از خواجه نصیرالدین طوسی متبلور می‌شود. او در این کتاب به بسط و گسترش جدول‌های مثلثاتی و تبیین دقیقی از روابط حاکم بر زوایا در اشکال هندسی پرداخته‌است.

## سده ششم تا سده یازدهم
در طول پانصد سال که به عصر تاریکی اروپا شهرت دارد و با سقوط امپراطوری رم در میانه‌های سده پنجم آغاز شد و تا سده یازدهم ادامه یافت، تقریباً کار خاصی در علم به‌طور عام و در ریاضیات به‌طور خاص انجام نشد. از ریاضی‌دانان این دوران، معمولاً از چهار نفر نام می‌برند که عبارتند از: بوئتیوس، بید، آلکوین و پاپ سیلوستر دوم نام می‌برند. این چهار نفر با نگارش کتاب‌های ریاضی - که معمولاً بسیار ضعیف بودند - و تدریس آن‌ها، در تاریخ ریاضیات این دوران بسزایی ایفا کردند. جالب است بدانیم که پاپ سیلوستر دوم در مدارس مسلمانان اسپانیا درس خوانده بود.

## سده دوازدهم
از اوایل سده دوازدهم میلادی، آثار یونانی و اسلامی به اروپای غربی انتقال یافت و این سده در تاریخ ریاضیات، به سده مترجمین بدل شد. اصول اقلیدس، المجسطی بطلمیوس و جبر خوارزمی به لاتین ترجمه شدند و دستگاه شمار هندی-عربی در اروپای غربی رواج یافت.

## سده سیزدهم و چهاردهم
معمولاً از «لئوناردو فیبوناتچی» به عنوان بااستعدادترین ریاضی‌دان اروپا در سده سیزدهم یا حتی قرون وسطی نام می‌برند. او در ایتالیا به دنیا آمد و در الجزایر بزرگ شد. در سفرهایش به مصر، سیسیل، یونان و سوریه مطالب بسیاری آموخت و پس از بازگشت به وطنش ایتالیا، بزرگ‌ترین کتاب خود به نام «کتاب حساب» یا «لیبرآباکی» را منتشر کرد. این کتاب که تأثیر بسیاری بر ریاضیات اروپای غربی داشت، ظاهراً براساس جبر خوارزمی و ابوکامل نوشته شده‌است، هر چند که تحقیق مستقلی در حساب و جبر مقدماتی است. دنباله معروف فیبوناتچی در همین کتاب معرفی شده‌است. او دو کتاب دیگر به نام‌های «هندسه عملی» و «کتاب مجذورات» نوشت که این آثار فراتر از توانایی‌های اغلب فضلای معاصر وی بودند. البته گفته شده‌است که شهرت بسیار فیبوناتچی، به دلیل فقدان معاصرین همتا با وی در اروپا بوده‌است نه به دلیل ویژگی‌های علمی بالای آثار او.
لازم است که بدانیم سده سیزدهم، شاهد ظهور دانشگاه‌های پاریس، آکسفورد، کیمبریج، پادوآ و ناپل است که بعضی از آن‌ها به تقلید از دانشگاه‌های اسلامی بنا شده‌است.
در سده چهاردهم که به سده «مرگ سیاه» معروف است، کار قابل ملاحظه‌ای در ریاضیات انجام نشد جز نشانه‌هایی از پیدایش هندسه مختصاتی نوین و نیز مفاهیم اساسی پیوستگی و گسستگی و نیز مفاهیم بی‌نهایت کوچک و بزرگ.

## سده پانزدهم و شانزدهم
تاریخ سده پانزدهم با آغاز رنسانس اروپا، زوال امپراطوری بیزانس به دست مسلمانان، انتشار آثار کلاسیک یونان به زبان اصلی، اختراع صنعت چاپ که نشر دانش را با سرعتی بی‌سابقه میسر کرد و کشف قاره آمریکا که کشتی‌رانی دور کره زمین و فعالیت‌های تجاری را افزون‌تر کرد، عجین شده‌است. این وقایع خود به خود بر پیشرفت ریاضیات اثر بسیار نهادند. در این سده کم‌کم شاهد ظهور علامات + و -- (جمع و تفریق) و نیز استفاده از علاماتی برای مختصرنویسی ریاضی هستیم.
سده شانزدهم شاهد یکی از کارهای مهم در تاریخ ریاضیات است. در این سده نمادگرایی در جبر آغاز شد. نماد معروف تساوی در این سده به کار گرفته شد که علامت یک جفت پاره خط موازی و مساوی است. به قول «رکورد» که نخستین بار آن را به کار برد، هیچ دو شیئی نمی‌توانند مساوی‌تر از این باشند. نماد رادیکال نیز در همین سده ابداع شد. احتمالاً این نماد به جهت شباهت آن به r و به نشانه radix (ریشه) به کار گرفته شده‌است. در سده شانزدهم عددهای منفی نیز مورد توجه قرار گرفتند.
در این سده، از ریاضیات برای مقاصد اعتقادی نیز استفاده می‌شد. برای نمونه، از ریاضی حتی برای تفسیر آیات انجیل و تورات استفاده کردند.
احتمالاً جالب‌ترین دستاورد ریاضی سده شانزدهم، کشف راه حل جبری معادلات درجه ۳ و ۴ توسط چهار ریاضی‌دان ایتالیایی است که عبارتند از: «فرّو»، «تارتاگلیا»، «کاردانو» (یا کاردان) و «فراری». داستان این کشف و نیز زندگانی این ریاضی‌دانان، یکی از خواندنی‌ترین فرازهای تاریخ ریاضیات است که چون هدف ما بیان خلاصه‌ای از وقایع تاریخ ریاضی است، از شرح آن -البته با اکراه- می‌گذریم. برای مطالعه آن به صفحات ۲۶۶ تا ۲۷۱ جلد اول تاریخ ریاضیات هاوارد د. ایوز مراجعه فرمایید.
بالاخره باید از بزرگ‌ترین ریاضی‌دان فرانسوی این سده، «فرانسوا ویت» نام برد که سهم قابل ملاحظه‌ای در پیشرفت مثلثات دارد. او جبردان برجسته‌ای نیز بود و روشی برای تقریب ریشه یک معادله ارائه و معادله درجه ۳ را به روشی غیر از روش کاردان-تارتاگلیا حل کرد. نمادهای ویژه‌ای را نیز هنگام نوشتن به کار می‌برد. مثلاً به جای a به توان ۲ و a به توان ۳، می‌نوشت: aa و aaa.
البته لازم است بدانیم که در این سده چند جدول عالی برای محاسبه نسبت‌های شش‌گانه مثلثاتی تألیف شد که بعضی از آن‌ها تا ۱۰ رقم اعشار دقت داشتند و محاسبه آن‌ها ۱۲ سال طول کشید.

## ریاضیات سده ۱۷ میلادی

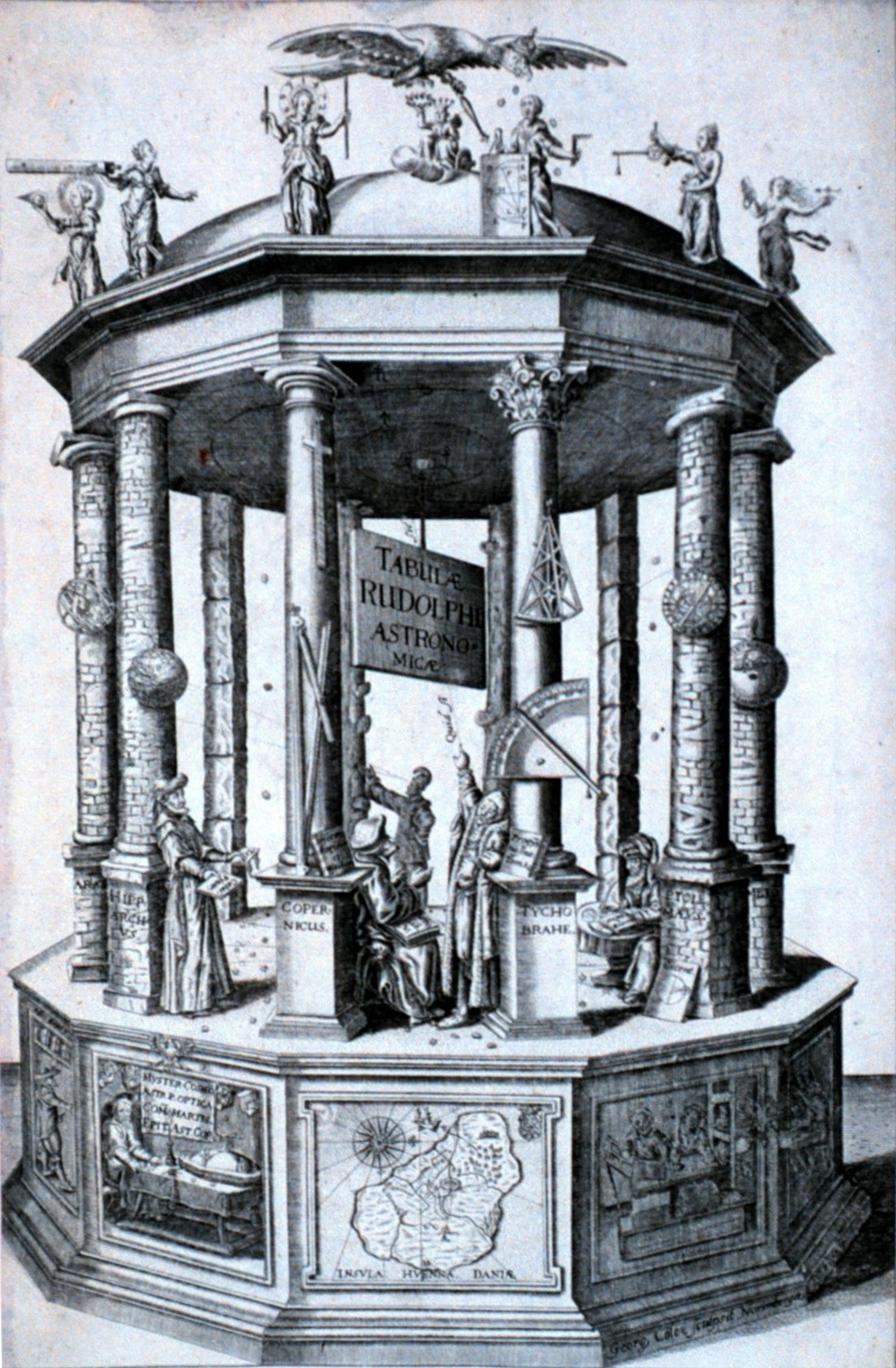
تصویر مربوط به تاریخچه ریاضیات

این سده یکی از مهم‌ترین سده‌ها در تاریخ ریاضیات است زیرا اساساً دامنه تحقیقات گسترده در ریاضی، در همین سده بر بشر گشوده شد، شاید به دلیل آزادی‌های فکری بیشتر، پیشرفت‌های سیاسی، اقتصادی و اجتماعی و در نتیجه رفاه بیشتر زندگی -به ویژه در مقابل سرما و تاریکی شمال اروپا.
پیشرفت علم ریاضی در این سده آن‌قدر وسیع و گوناگون است که حتی نوشتن خلاصه‌ای از آن نیز مثنوی هفتاد من کاغذ خواهد شد. به ناچار باید به گزینش بعضی از کارهای اصیل‌تر و مهم‌تر در تاریخ ریاضی این سده تن داد. از مهم‌ترین اکتشافات -و شاید هم اختراعات- ریاضی در این سده می‌توان به مطالب زیر اشاره کرد:
الف) کشف لگاریتم
ب) تدوین علامات و نمادگذاری‌های کنونی جبری
ج) گشوده شدن پهنه جدیدی در هندسه محض به ویژه هندسه تصویری
د) آغاز اتصال جبر و هندسه با کشف هندسه تحلیلی
ه) پیشرفتی شگرف در نظریه اعداد و نیز تولد نظریه احتمال
و) کشف یکی از بزرگ‌ترین دستاوردهای بشر یعنی حساب دیفرانسیل و انتگرال
شاید بهترین راه برای بررسی تاریخ ریاضی این سده، شرح مختصری از زندگانی ریاضی‌دانان برجسته سده هفدهم باشد.

### ریاضی‌دانان برجسته سده هفدهم

#### نپر
چهار اختراع، بشر را در فن محاسبه چیره‌دست کرد: نمادگذاری هندی-عربی، چگونگی محاسبه مربوط به کسرها، لگاریتم و رایانه‌ها. «جان نپر» سومین اختراع را به نام خود ثبت کرد. او به طرز عجیبی، هم سیاسی و هم مذهبی بود و نبوغ او در پیشگویی وسایل جنگی چهار سده بعد از خود اعجاب‌آور است. تعریف لگاریتم به وسیله نپر، بیشتر فیزیکی است تا ریاضی. بد نیست بدانیم که پایه لگاریتم نپر بر خلاف تصور عموم، عدد e نیست بلکه معکوس e است که البته خود او چیزی در این زمینه نمی‌دانست. تذکر این نکته لازم است که در تکمیل مفهوم لگاریتم و جداول مربوط به آن، «هنری بریگز» که یکی از دوستان نپر بود، سهم بسزایی دارد و لگاریتم معمولی در پایه ۱۰ را معمولاً «لگاریتم بریگزی» می‌نامند. لگاریتم به معنای «عدد نسبت» است که البته این مفهوم، همان‌طور که ذکر شد بر اساس تابع توانی -که هم‌اکنون تدریس می‌شود- به وجود نیامد و یکی از امور خلاف قاعده در تاریخ ریاضیات، کشف لگاریتم، پیش از به کار بردن نماهاست. البته سه اختراع مهم دیگر نیز در تاریخ ریاضی، به نام جان نپر به ثبت رسیده‌است. (مراجعه کنید به صفحه ۴ جلد دوم کتاب تاریخ ریاضیات هاوارد د. ایوز)

#### پاسکال
این نابغه فرانسوی، یکی از بنیان‌گذاران هندسه محض و پیشرفته و نیز نظریه احتمال است. ویژگی‌های اصلی اشکال معروف هندسی را در کودکی، بدون معلم و تنها با تلاش‌های خودش به دست آورد. در شانزده سالگی مقاله‌ای دربارهٔ مقاطع مخروطی نوشت و در هجده یا نوزده سالگی، نخستین ماشین حساب مکانیکی را اختراع کرد. اما متأسفانه در طول ۳۹ سال زندگی، به دلیل افراط و تفریط‌های مذهبی، جسم ضعیف خود را بارها و بارها آزرد و چندین بار از ریاضیات دست کشید و دوباره به آن بازگشت. پاسکال را به عنوان یکی از بزرگ‌ترین «چه‌ها که می‌شد!» در تاریخ ریاضیات شمرده‌اند. بعضی از کارهای او عبارتند از: - تألیف مقاله مهمی دربارهٔ خواص اصلی مثلث خیام-پاسکال که در آن به‌طور جالبی از قدیمی‌ترین احکام قابل قبول استقرای ریاضی استفاده شده‌است. - کشف و اثبات قضیه مشهور «هگزاگرام رمزی» که دربارهٔ یک ۶ ضلعی محاط در یک مقطع مخروطی است. - پیریزی علم احتمال به همراه «فرما» (ریاضی‌دان بزرگ فرانسوی). این علم به وسیله مکاتباتی میان پاسکال و فرما در تلاش برای حل «مسئله امتیازها» در یک بازی شانسی به وجود آمد. - اثری دربارهٔ منحنی سیکلوئید. این منحنی توسط نقطه‌ای واقع بر محیط یک دایره، هنگامی که دایره در امتداد خط مستقیمی بدون اصطکاک می‌غلتد، رسم می‌شود. این منحنی ده‌ها خواص جالب و بسیار زیبا دارد و اختلافات بسیاری میان ریاضی‌دانان ایجاد کرد به‌طوری‌که به آن «سیب نفاق» گفتند (این نام بر اساس یک افسانه یونانی انتخاب شده‌است، برای مطالعه آن به پاورقی صفحه ۲۷ جلد دوم کتاب تاریخ ریاضیات هاوارد د. ایوز مراجعه فرمایید). جالب است که از دوران این منحنی حول محور طول‌ها، چیزی شبیه به سیب ایجاد می‌شود.

#### دکارت
دکارت را معمولاً مبدع هندسه تحلیلی می‌دانند که از روش‌های جبری برای حل مسائل هندسی استفاده می‌کرد. این کار کمک بسیاری در ساده‌سازی مفاهیم هندسی و حل مطالب غامض و پیچیده آن کرد. او همچنین به حل معادلات با درجات بالاتر از ۲ پرداخت و قاعده زیبایی را به نام «قاعده علامات دکارت» برای تعیین تعداد ریشه‌های مثبت و منفی یک چند جمله‌ای به دست آورد (مراجعه کنید به صفحه ۷۰ جلد دوم کتاب تاریخ ریاضیات هاوارد د. ایوز). او برای نخستین بار از روش ضرایب نامعین استفاده کرد که همان متحد قرار دادن دو چند جمله‌ای هم درجه برای به دست آوردن ضرایب نامعین است. البته دکارت در جهان بیرون از ریاضیات، فیلسوف بسیار مشهوری است و مطالب بسیاری را به جهان فلسفه تقدیم کرده‌است که البته بعضی از آن‌ها کاملاً نادرست هستند. در ضمن داستان‌های جالبی دربارهٔ چگونگی کشف هندسه تحلیلی به او نسبت می‌دهند که ارزش آموزشی زیادی دارد (مراجعه کنید به صفحه ۵۰ جلد دوم کتاب تاریخ ریاضیات هاوارد د. ایوز).

#### فرما
معمولاً فرما را بزرگ‌ترین ریاضی‌دان سده هفدهم فرانسه می‌دانند. او حقوق‌دان بود و شغل رسمی‌اش وکالت بود، اما قسمت مهمی از ساعات فراغت خود را وقف ریاضیات می‌کرد. او در بسیاری از شاخه‌های ریاضیات کارهای مهم و اساسی انجام داده‌است که مهم‌ترین این کارها عبارتند از: - تحقیقات اساسی پیرامون هندسه تحلیلی. فرما را باید در کنار دکارت یکی از مؤسسان هندسه تحلیلی نامید. معمولاً گفته می‌شود که کارهای فرما عکس کارهای دکارت بوده‌است. دکارت از مکان هندسی شروع می‌کرد و به معادله آن می‌رسید، اما فرما از معادله شروع و سپس مکان هندسی آن را مطالعه می‌کرده‌است. - تأسیس نظریه نوین اعداد. فرما شهود و توانایی خارق‌العاده‌ای در نظریه اعداد داشت. قضایای بسیاری را در این زمینه با اثبات یا بدون اثبات بیان کرد که بعدها درست بودن اغلب قضایای ثابت نشده او به ثبوت رسید (مراجعه کنید به صفحه ۵۲ و ۵۳ جلد دوم کتاب تاریخ ریاضیات هاوارد د. ایوز). حدس مشهور او به نام «حدس آخر فرما» در آخرین دهه سده بیستم به اثبات رسید! - فرما به همراه پاسکال اساس علم احتمال را پی‌ریزی کرد. - فرما در حساب دیفرانسیل نیز کارهای اساسی کرد. او ظاهراً نخستین کسی بود که از راه معادله f'(x)=۰ نقاط ماکزیمم و مینیمم یک تابع را به دست آورد (مراجعه کنید به صفحه ۹۳ جلد دوم کتاب تاریخ ریاضیات هاوارد د. ایوز). همچنین او یک روش کلی برای یافتن مماس بر نقطه‌ای از یک منحنی که مختصات دکارتی آن معلوم باشد، ابداع کرد (مراجعه کنید به صفحه ۹۳ جلد دوم کتاب تاریخ ریاضیات هاوارد د. ایوز). ریاضی‌دانان معروف سده ۱۷ که قبل یا هم‌زمان با نیوتن می‌زیستند و در شکل‌گیری و پیشرفت حساب دیفرانسیل و انتگرال نقش بسزایی داشتند: ۱- سیمون استوین ۲- لوکا والریو (این دو همان روشی را به کار بردند که ما برای پیدا کردن حجم یک جسم در حساب انتگرال به کار می‌بریم) ۳- کاوالیری ۴- فرما ۵- جان والیس (نماد معروف بی‌نهایت را نیز به او مدیونیم) ۶- آیزاک برو (که احتمالاً قضیه اساسی حسابان را نخستین بار او ثابت کرد.)

#### نیوتن
صحبت کردن پیرامون نیوتن و کارهای او ساده نیست. ریاضی‌دان و فیزیک‌دانی که به گفته لاگرانژ بزرگ‌ترین نابغه‌ای است که در جهان زیسته‌است. همچنین «لایبنیتز» رقیب سرسخت او در ستایشی بزرگ‌منشانه، نیمی از کارهای انجام شده ریاضی بشر تا عهد نیوتن را متعلق به نیوتن می‌داند. انسانی که در ۲۳ سالگی به درجه‌ای رسید که می‌توانست مماس و شعاع انحنا در یک نقطه از منحنی را پیدا کند. روشی که امروزه تحت عنوان حساب دیفرانسیل شناخته می‌شود. در ۲۷ سالگی به استادی دانشگاه برگزیده شد و حدود ۶۵ سال در ریاضیات و فیزیک کار کرد. پاپ دستاوردهای نیوتن را بدین صورت بیان کرده‌است: «طبیعت و قوانین طبیعت در ظلمت نهفته بودند، ذات باری فرمود نیوتن به وجود آید و همه چیز روشن شد.» البته نیوتن نیز خاضعانه در مقابل ستایش‌ها می‌گفت که من همچون کودکی در حال بازی در کنار دریا هستم که گاهی صدف‌های زیبایی توجهم را جلب می‌کند اما اقیانوسی از حقایق کشف ناشده در مقابلم قرار دارد. یک‌بار هم گفت که اگر افق دید او گسترده‌تر از دیگران است بدین علت است که بر دوش غولان ایستاده‌است و شاید منظور او از غولان، ارشمیدس و امثال او باشند. کارهای ریاضی او به‌طور خلاصه به شرح زیر است: - تألیف کتاب «اصول ریاضی فلسفه طبیعی» که با اصرار «هالی» ستاره‌شناس معروف و با هزینه او در سال ۱۶۸۷ چاپ شد. این کتاب به مطالعه دستگاه دینامیکی پدیده‌های زمینی و هوایی می‌پردازد و یک صورت‌بندی ریاضی از این پدیده‌هاست. این کتاب پرنفوذترین اثر در تاریخ علم به حساب می‌آید و تأثیر بسیاری بر دنیای جدید داشت. تاریخ ریاضیات ابتدایی اساساً با آن پایان می‌یابد. - بسط روش بی‌نهایت کوچک‌ها یا همان حساب دیفرانسیل و نیز روش‌های مربوط به سری‌های نامتناهی - بسط روش‌های مربوط به ماکزیمم و مینیمم توابع، مماس بر منحنی‌ها، انحنای منحنی‌ها، نقاط عطف، تحدب و تقعر منحنی‌ها، محاسبه مساحت‌های زیر منحنی‌ها و طول قوس آن‌ها - ارائه روشی برای تقریب زدن مقادیر ریشه‌های حقیقی یک معادله جبری یا غیرجبری و نیز روش‌های زیبایی برای مطالعه منحنی‌های درجه سوم

#### لایبنیتز
این نابغه جامع ریاضیات، فلسفه، الاهیات و حقوق، رقیب جدی نیوتن در ابداع حسابان بود. عقیده رایج امروز این است که نیوتن و لایبنیتز، حسابان را مستقل از یکدیگر کشف کردند، اما لایبنیتز نتایج را زودتر انتشار داد، هر چند که کشف نیوتن زودتر انجام شده‌است، اما متأسفانه مشاجره اسف‌باری بین این دو بر سر تقدم در کشف حسابان درگرفت و هر کدام خود را مؤسس حساب دیفرانسیل و انتگرال می‌دانست. هر دو نیز در این مناقشه زیان دیدند، به ویژه نیوتن و ریاضی‌دانان هم‌عصر او در انگلستان. البته لازم است ذکر شود که لایبنیتز را بزرگ‌ترین نابغه جامع سده هفدهم می‌نامند و ظاهراً تنها شخص شناخته شده تاریخ ریاضیات است که هم در ریاضیات پیوسته و هم در ریاضیات گسسته دارای اندیشه‌ای عالی بوده‌است. بد نیست بدانیم که لایبنیتز در واقع یک سیاستمدار و یک دیپلمات بود که برای انجام کارهای سیاسی به کشورهای دیگر سفر می‌کرد. کارهای او در ریاضیات به‌طور خلاصه عبارتند از: - ارائه قسمت مهمی از نمادهای کنونی ما در حساب دیفرانسیل و انتگرال از قبیل نماد dx و dy/dx و علامت انتگرال که از S کشیده Summa -یک واژه لاتین به معنای مجموع- اقتباس شده‌است. هم‌اکنون از نمادهای نیوتن آن‌چنان استفاده نمی‌شود. - استخراج بسیاری از قواعد مقدماتی مشتق‌گیری که معمولاً در ابتدای درس مشتق در سطوح مختلف دبیرستانی و دانشگاهی آموزش داده می‌شود. قاعده یافتن مشتق n-ام حاصل‌ضرب دو تابع را قاعده لایبنیتز می‌نامیم (مراجعه کنید به صفحه ۱۱۳ جلد دوم کتاب تاریخ ریاضیات هاوارد د. ایوز. - تلاش برای پایه‌گذاری نظریه پوش‌ها و تعریف دایره بوسان برای نخستین بار - ارائه نخستین ایده‌ها در منطق ریاضی و نظریه مجموعه‌ها. او مجموعه تهی و احتوای مجموعه‌ها را نیز مطالعه کرده‌است و متوجه شباهت‌های نظریه مجموعه‌ها و منطق ریاضی شده‌است (برای نمونه، شباهت قوانین دمورگان در نظریه مجموعه‌ها و منطق). - لایبنیتز احتمالاً جزو نخستین ریاضی‌دانانی است که نظریه قدرتمند دترمینان‌ها را برای حل دستگاه معادلات خطی پدید آورده‌اند.

## ریاضیات سده ۱۸ میلادی
این سده را می‌توان سده بهره‌برداری از حسابان نامید. وسیله‌ای که بلافاصله پس از کشف، قادر به حل مسائلی شد که پیش از آن تسخیرناپذیر می‌نمودند. گستردگی کاربردهای آن حتی در مکانیک و نجوم، چنان اعجاب‌آور بود که بیشتر ریاضی‌دانان این سده را به خود جذب کرد و باعث تألیف مقاله‌های بسیار شد. متأسفانه دقت کافی نیز در اثبات قضایا منظور نمی‌شد و کم‌کم دومین بحران بزرگ تاریخ ریاضیات شکل گرفت (نخستین بحران، کشف عدد گنگ در یونان باستان بود). این بحران، ورود برخی از تناقض‌های عجیب و غریب در ریاضیات بود. مشکلی که بخش بزرگی از فعالیت‌های ریاضی‌دانان سده نوزدهم، معطوف به حل آن شد. سده هجدهم شاهد رشد بیش از پیش نظریه احتمال، معادلات دیفرانسیل، هندسه تحلیلی، نظریه اعداد و نظریه معادلات بود. ضمناً در این سده معادلات دیفرانسیل با مشتقات جزئی، هندسه ترکیبی و هندسه دیفرانسیل نیز پا به عرصه وجود گذاشتند.

### کتابشناسی
- Boyer, C.B. (1991) [1989], A History of Mathematics (2nd ed.), New York: Wiley, ISBN 978-0-471-54397-8